# Zoe Kazan
Zoe Swicord Kazan (Los Ángeles, California; 9 de septiembre de 1983), más conocida como Zoe Kazan, es una actriz, guionista y dramaturga estadounidense conocida por participar en Ruby Sparks (2012), What If (2013) y La balada de Buster Scruggs (2018).

## Biografía
Hija de los escritores Nicholas Kazan y Robin Swicord, su abuelo paterno fue el aclamado director de cine estadounidense de origen griego Elia Kazan. Cursó sus estudios primarios en la Windward School, un colegio privado de Los Ángeles. En 2005 se graduó en arte y filología inglesa, especializada en teatro en la Universidad de Yale. Kazan pertenece a la Manuscript Society, una sociedad de artes y letras de esa universidad.
Su primer trabajo profesional en teatro fue en el revival de 2006 de la obra The Prime of Miss Jean Brodie, protagonizada por Cynthia Nixon, del off-Broadway, a la que le siguieron 100 Saints You Should Know y Things We Want.
En la gran pantalla, su primer trabajo le llegó en 2003, cuando participó en la cinta Swordswallowers and Thin Men, dirigida por Max Borenstein.
En 2012 escribió el guion de la película Ruby Sparks, que ella misma protagonizó junto a Paul Dano. La película, dirigida por Jonathan Dayton y Valerie Faris, le valió a Kazan el premio Revelación en el Detroit Festival Cinema Critics.
En 2014 formó parte de la premiada Olive Kitteridge. Kazan se puso en la piel de Denise Thibodeau en esta miniserie basada en la novela homónima de la escritora estadounidense Elizabeth Strout.
En 2016 protagonizó la cinta de terror, The Monster, del director Bryan Bertino. Ese mismo año fue secundaria en la película independiente My Blind Brother de Sophie Goodhart.
En 2017 estrenó la película The Big Sick, una comedia romántica en la que comparte protagonismo con Kumail Nanjiani, que es además, el guionista de la cinta producida por Judd Apatow. También ese año se incorporó a la serie de drama de la cadena HBO The Deuce, protagonizada por Maggie Gyllenhaal y James Franco.
En el año 2018 participa en la película de los Hermanos Coen La balada de Buster Scruggs y cooescribe junto con su pareja Paul Dano Wildlife, película que supuso el debut en la dirección de Dano.

## Filmografía

### Cine
| Año  | Título original                | Dirección                       | Personaje        |
| ---- | ------------------------------ | ------------------------------- | ---------------- |
| 2003 | Swordswallowers and Thin Men   | Max Borenstein                  | Samantha         |
| 2007 | The Savages                    | Tamara Jenkins                  | Estudiante       |
| 2007 | Fracture                       | Gregory Hoblit                  | Mona             |
| 2007 | In the Valley of Elah          | Paul Haggis                     | Angie            |
| 2008 | August                         | Austin Chick                    | Empleada         |
| 2008 | Me and Orson Welles            | Richard Linklater               | Gretta Adler     |
| 2008 | Revolutionary Road             | Sam Mendes                      | Maureen Grube    |
| 2009 | The Exploding Girl             | Bradley Rust                    | Ivy              |
| 2009 | The Private Lives of Pippa Lee | Rebecca Miller                  | Grace Lee        |
| 2009 | I Hate Valentine's Day         | Nia Vardalos                    | Tammy Greenwood  |
| 2009 | It's Complicated               | Nancy Meyers                    | Gabby Adler      |
| 2010 | Happythankyoumoreplease        | Josh Radnor                     | Mary Catherine   |
| 2010 | Meek's Cutoff                  | Kelly Reichardt                 | Millie Gately    |
| 2012 | Ruby Sparks                    | Jonathan Dayton y Valerie Faris | Ruby Sparks      |
| 2013 | Some Girl(s)                   | Daisy von Scherler Mayer        | Reggie           |
| 2013 | The Pretty One                 | Jenée LaMarque                  | Laurel / Audrey  |
| 2013 | What If                        | Michael Dowse                   | Chantry          |
| 2014 | In Your Eyes                   | Brin Hill                       | Rebecca Porter   |
| 2015 | Our Brand Is Crisis            | David Gordon Green              | LeBlanc          |
| 2016 | The Monster                    | Bryan Bertino                   | Kathy            |
| 2016 | My Blind Brother               | Sophie Goodhart                 | Francie          |
| 2017 | The Big Sick                   | Michael Showalter               | Emily            |
| 2018 | La balada de Buster Scruggs    | Hermanos Coen                   | Alice Longabaugh |
| 2019 | The Kindness of Strangers      | Lone Scherfig                   | Clara            |
| 2021 | Cryptozoo                      | Dash Shaw                       | Magdalene        |

### Guionista
- 2012: Ruby Sparks de Jonathan Dayton y Valerie Faris.

### Televisión
| Año  | Título original          | Personaje              | Notas                        |
| ---- | ------------------------ | ---------------------- | ---------------------------- |
| 2007 | Medium                   | Izzy                   | Episodio "The Boy Next Door" |
| 2010 | Bored to death           | Nina                   | Recurrente                   |
| 2014 | Olive Kitteridge         | Denise Thibodeau       | Secundaria                   |
| 2017 | The Deuce                | Andrea Martino         | Recurrente                   |
| 2020 | The Plot Against America | Elizabeth 'Bess' Levin | Protagonista                 |
| 2021 | Clickbait                | Pia Brewer             | Protagonista                 |

## Premios
- 2012: 6.ª edición de la Detroit Film Critics Society: Revelación del año por Ruby Sparks.[5][10]

## Vida personal
Desde 2007 mantiene una relación sentimental con el también actor, guionista y director Paul Dano. En agosto de 2018 la pareja dio la bienvenida a su primera hija. El 11 de noviembre de 2022 anunció en sus redes sociales que su segundo hijo había nacido a finales de octubre.
En 2016, en una carta publicada por ella misma, develó que había sufrido un trastorno alimenticio, anorexia, a los diecinueve años de edad.